# PostNL

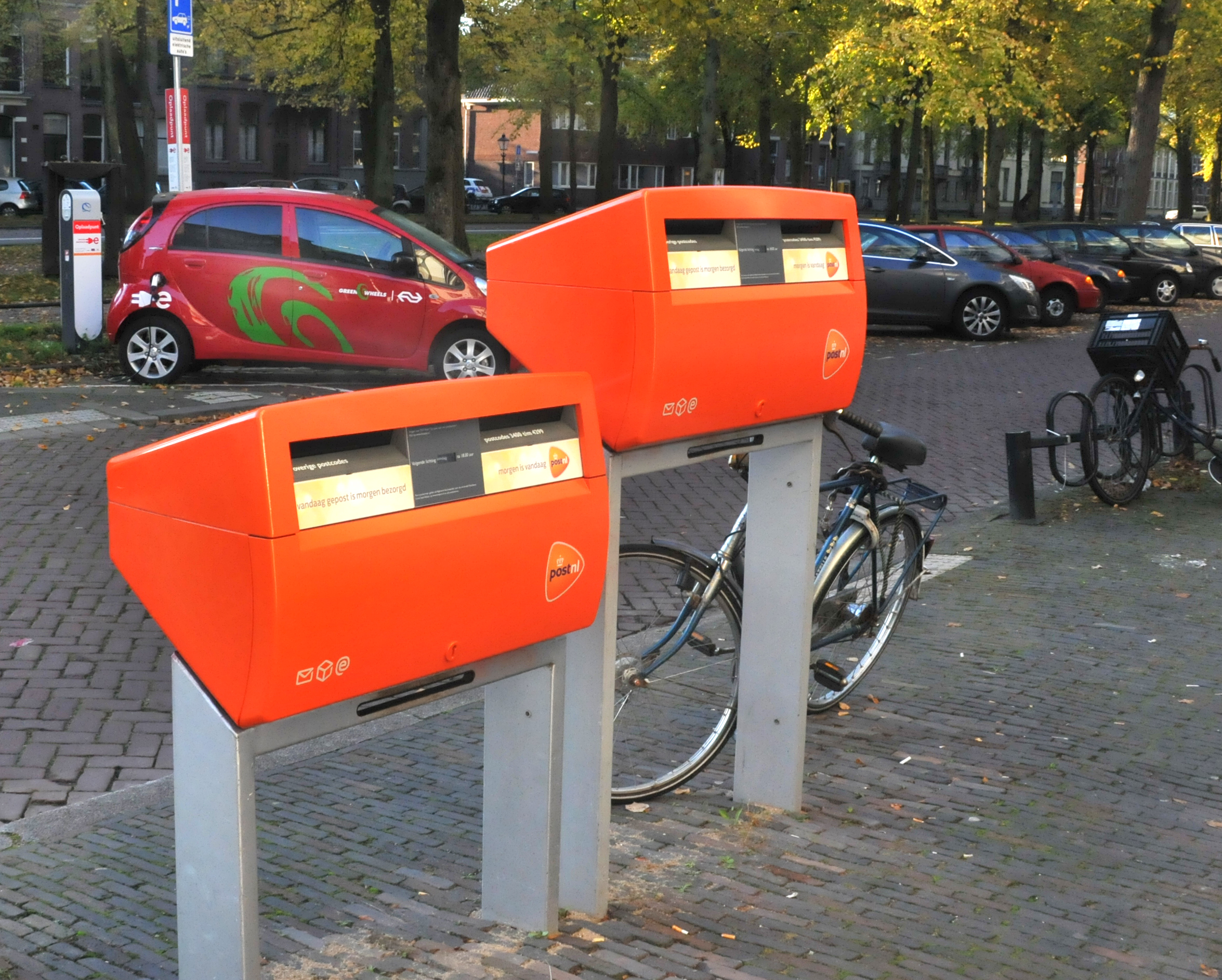
荷兰随处可见的PostNL邮筒

皇家荷兰邮政 Koninklijke PostNL是在荷兰，比利时，卢森堡和意大利运营的邮件，包裹和电子商务公司。该公司是阿姆斯特丹泛欧交易所公开上市的上市公司。之前是TNT N.V.的子公司，荷兰邮政在TNT's 拆分（2011年5月）后成为独立公司.

## 历史
2011年5月, TNT N.V.决定拆分TNT Express包裹公司，剩下的公司的邮政业务改名为荷兰邮政Post NL。PostNL 保留了在TNT Express公司29.9%的股份。

## 口号
"Tomorrow starts today" 是荷兰邮政的口号.

## 链接
- 官方网站